# 雙頭假陰莖

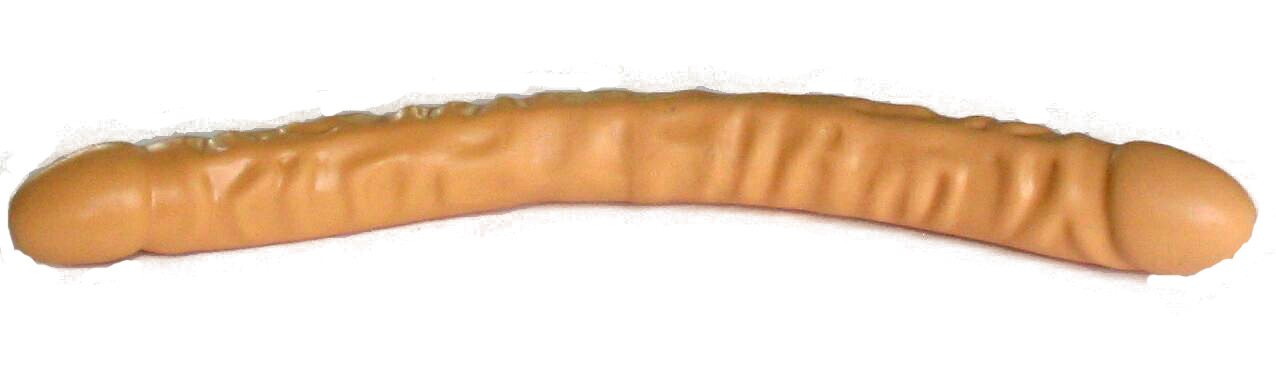
雙頭假陰莖

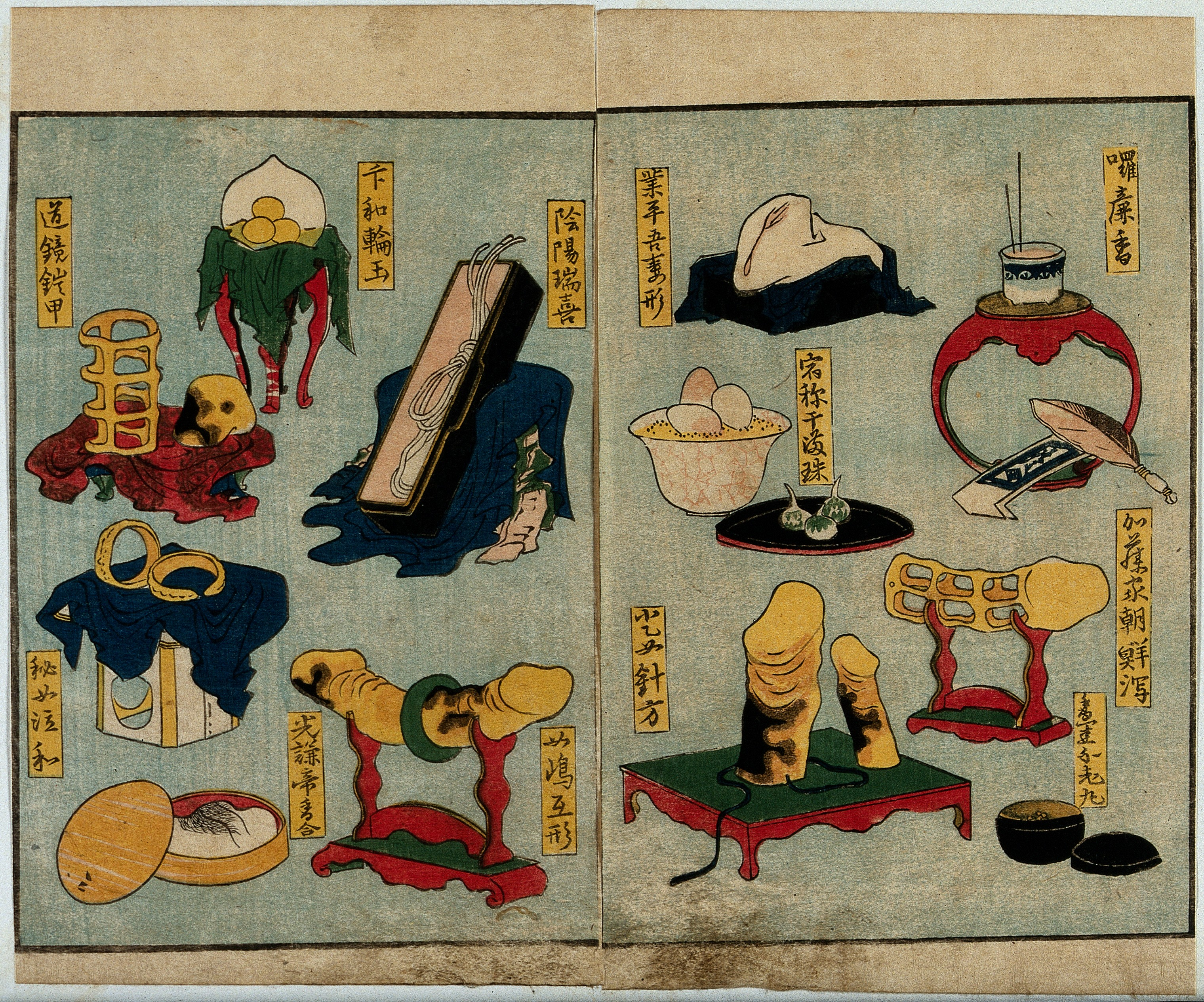

雙頭假陰莖，又稱双头龙，是一種性玩具，被用于性交或肛交，可以視為是由两條假阴茎合并而成，有些具備旋转或震盪功能。

## 使用范围
用於性交或肛交，讓兩个人同時獲得快感。

## 使用前
在两人的阴道或肛门涂抹適當分量的人体润滑剂。
在雙頭假陰莖的首部和尾部涂抹些许人体润滑剂。

## 使用方法
放入第一个人的陰道或肛門。
再插入第二个人的陰道或肛門，并靠近第一个人。
注：如果雙頭假陰莖有旋转震盪功能，可以在插入陰道或肛门后开启旋转震盪功能。

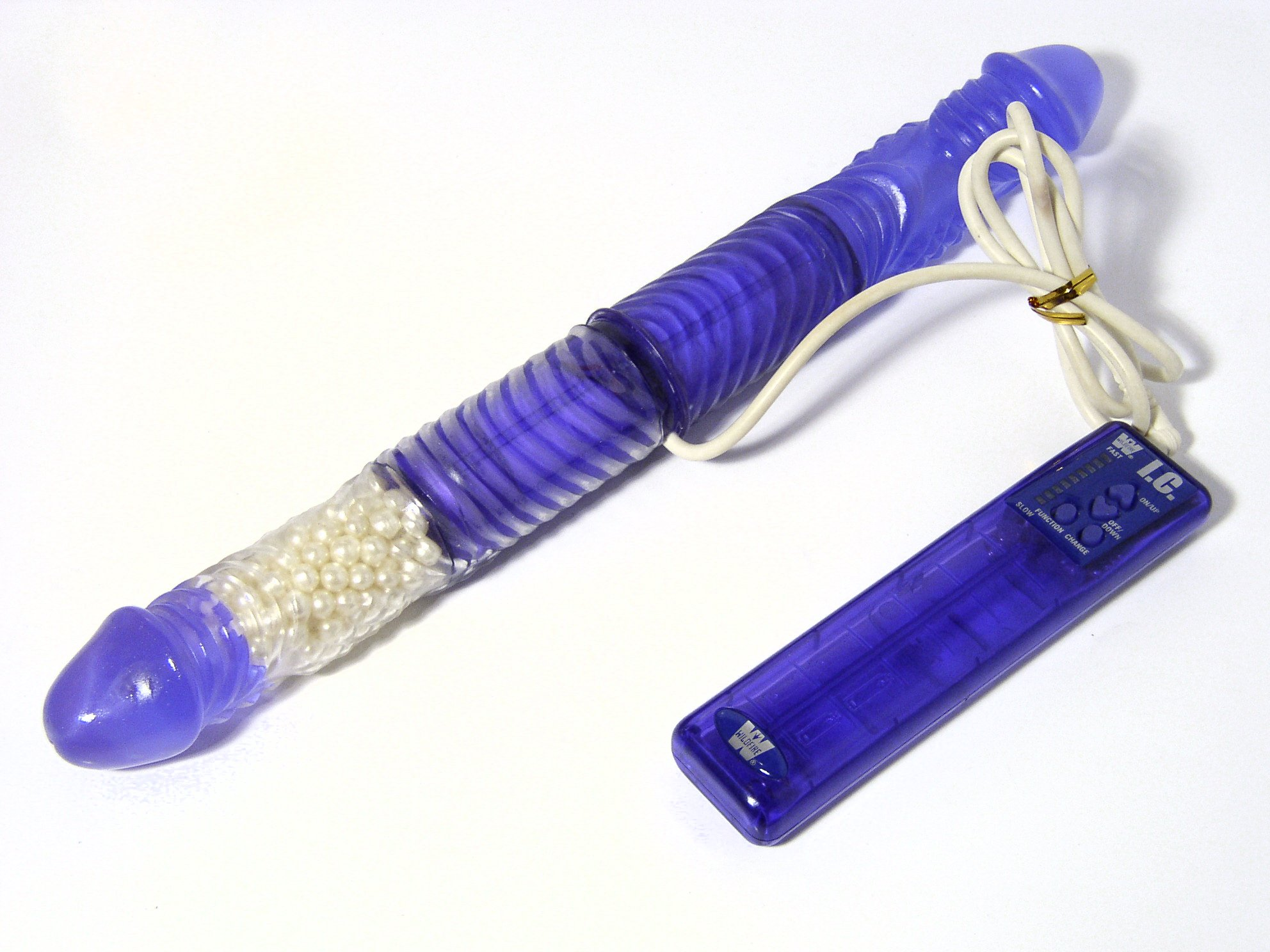
双头假阴茎，一侧带可遥控的旋转振动器

如果雙頭假陰莖没有旋转震盪功能，两人可以向前向后抽插（即肛交或性交时，假阴茎抽插）

## 使用后
第一个人向前，直到雙頭假陰莖抽出肛门或阴道。
第二个人把雙頭假陰莖从肛门或阴道抽出